# Allotinus ballantinei
Allotinus ballantinei är en fjärilsart som beskrevs av John Nevill Eliot. Allotinus ballantinei ingår i släktet Allotinus och familjen juvelvingar. Inga underarter finns listade i Catalogue of Life.